# Berlin Hauptbahnhof
Berlin Hauptbahnhof är Berlins centralstation och mest trafikerade fjärrtågsstation. Byggnaden är den största stationsbyggnaden i Europa av korsningstyp, med korsande järnvägslinjer i olika nivåer. Med omkring 300 000 passagerare om dagen är Berlin Hauptbahnhof den fjärde mest trafikerade fjärrtågsstationen i Tyskland, efter Hamburg Hauptbahnhof, München Hauptbahnhof och Frankfurt Hauptbahnhof. Härifrån går det fjärrtåg, regionaltåg, lokaltåg, pendeltåg och tunnelbana. Centralstationen ritades av Meinhard von Gerkan och invigdes den 26 maj 2006, två veckor före fotbolls-VM 2006. Den korta tunnelbanelinjen U55 öppnade 2009 men blev en del av U5, då U5 förlängdes 2020.

## Utformning
Stationen har fem våningar. Underst en våning med järnvägsspår (8 st) och plattformar, för fjärr- och regionaltåg norrut/söderut. Järnvägen är en del av en lång tunnel under staden, Tunnel Nord-Süd-Fernbahn. Ovanför tre våningar med butiker samt ett plan med spår (2 st) för tunnelbanan. Den mellersta av dem är i markplan. Här kommer även pendeltåg (S-bahn) att få spår (2 st) i en ny tunnel år 2025 i City-S-Bahn. Överst ligger en våning med spår (6 st) och plattformar, tillhörande den genomgående öst/västliga järnvägen som redan fanns, bl.a. med pendeltåg (S-bahn).

## Historik

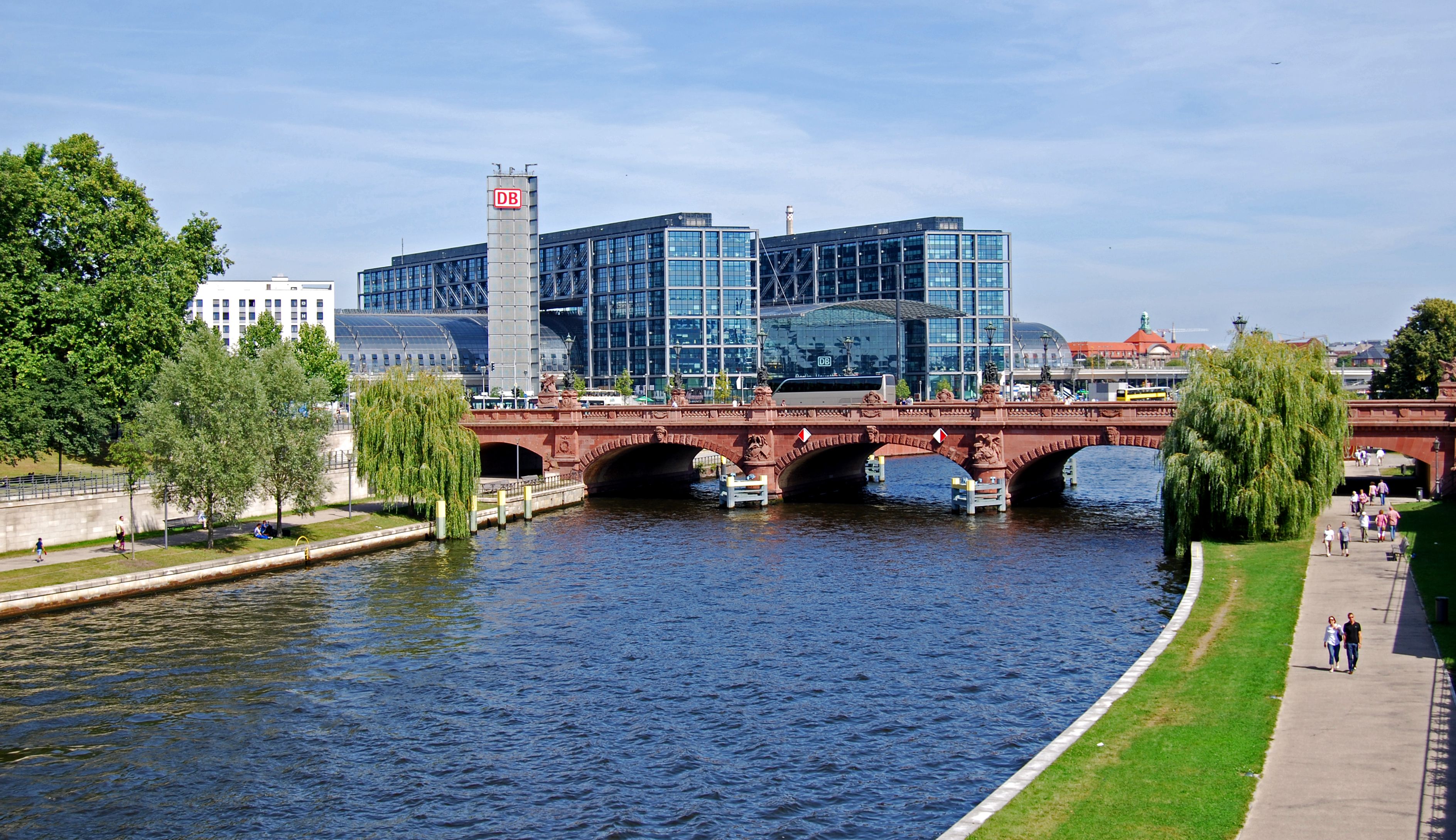
Berlin Hauptbahnhof vid Spree

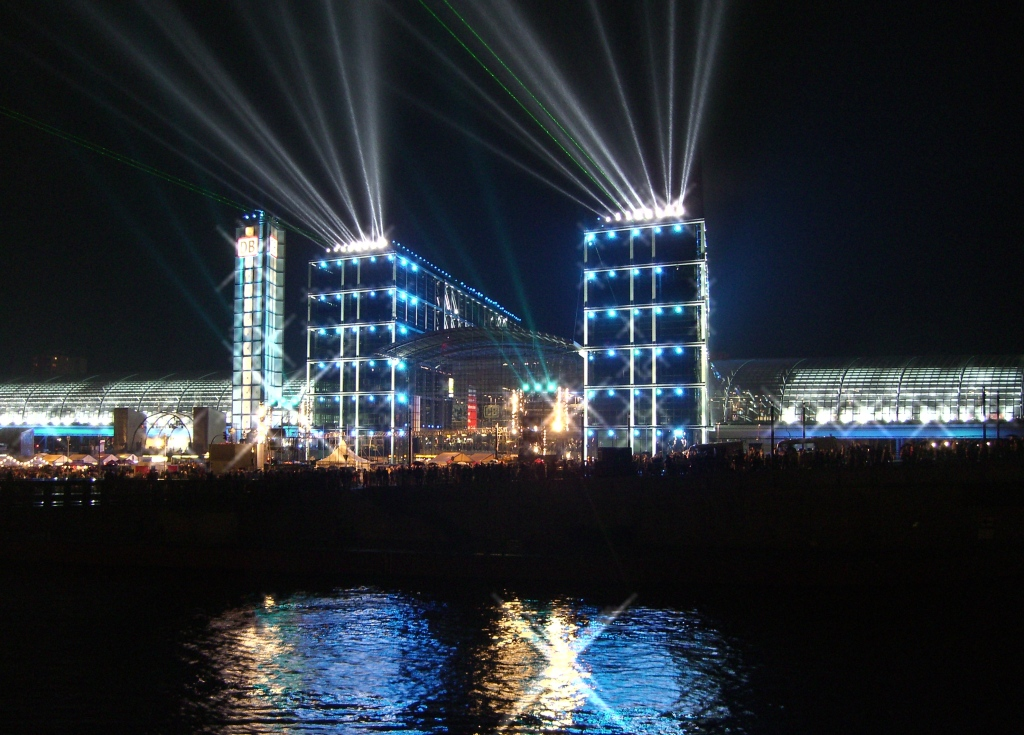
Invigningen av Berlin Hauptbahnhof 2006

Förr låg här pendeltågsstationen Lehrter Bahnhof. Före 1990 låg den alldeles väster om muren i ett relativt outvecklat område. Området levde upp när regeringsbyggnader byggdes i närheten på 1990-talet. Man valde att bygga en centralstation här eftersom det var svår kapacitetsbrist på de befintliga fjärrtågsstationerna Bahnhof Zoo och Ostbahnhof. Läget vid den genomgående järnvägen och ett stycke söder om en godsbangård som kunde användas som spår norrifrån gjorde att platsen valdes.
Berlin Hauptbahnhof ritades av Meinhard von Gerkan (Gerkan, Marg und Partner). Meinhard von Gerkan har kritiserat den förkortning av det välvda taket som genomfördes för att hinna få färdigt projektet i tid.
Bygget av stationen pågick från 1995 till 2006. Den korta tunnelbanelinjen (U55) öppnades 2009, en fördröjning eftersom linjen inte var klar vid ändstationen Brandenburger Tor förrän dess. Linjen anslöts endast till andra tunnelbanelinjer när en utvidgning slutfördes 2020 och U5 förlängdes från Alexanderplatz. Linje U55 ersattes då av linje U5.

## Kommunikationer
Tunnelbana (U-Bahn), pendeltåg (S-Bahn) och spårvagn (Tram) går till stationen samt även regionaltåg och fjärrtåg. Det går fjärrtåg till olika delar av Tyskland, bland annat med höghastighetståget ICE på Höghastighetslinjen Berlin–München samt linjen Berlin–Hamburg. Det finns även internationella tåg bland annat till Stockholm, Malmö, Köpenhamn, Amsterdam, Basel, Prag, Warszawa och Bratislava.

## Bilder

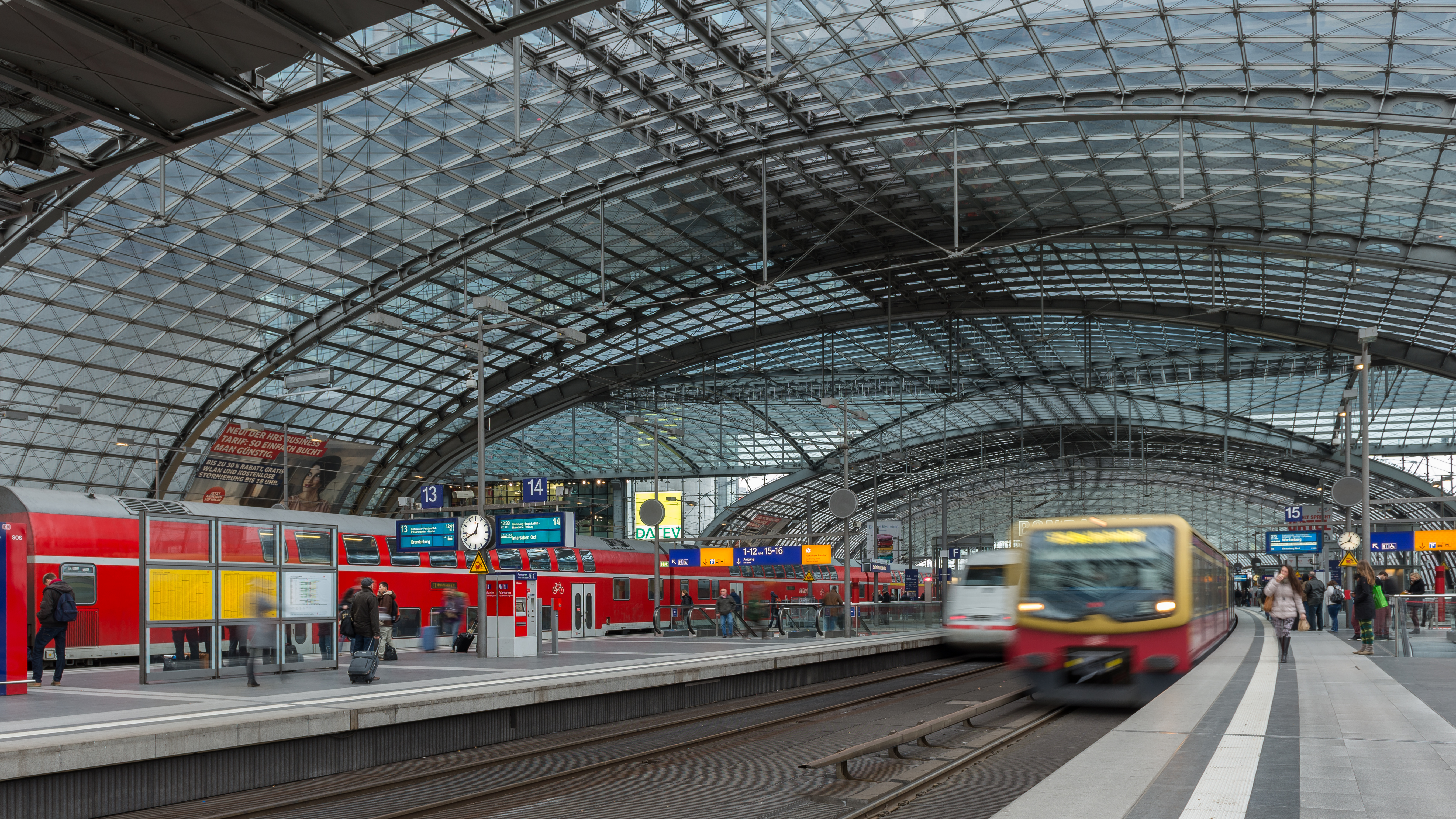
Översta våningen
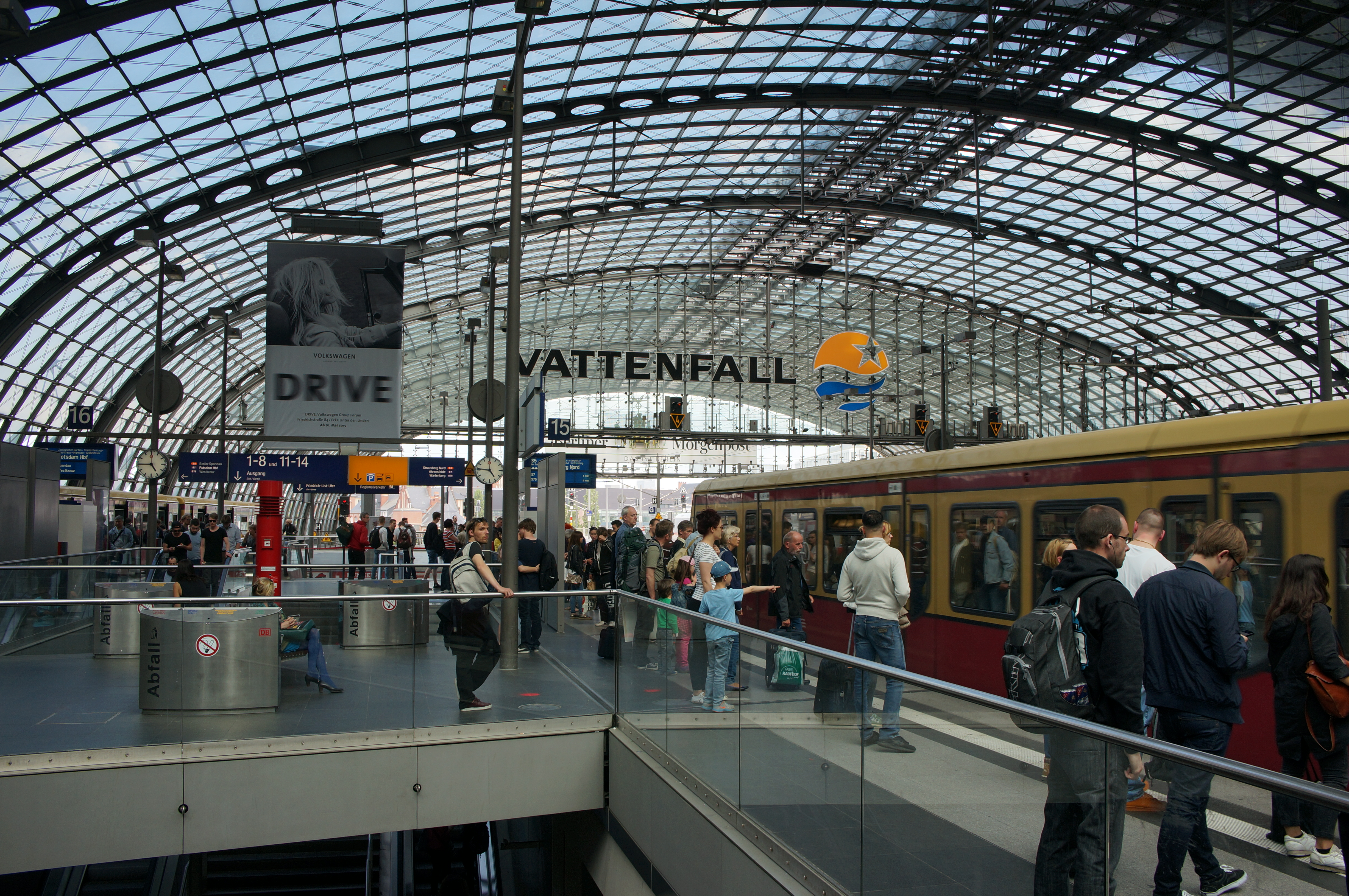
Övre plan
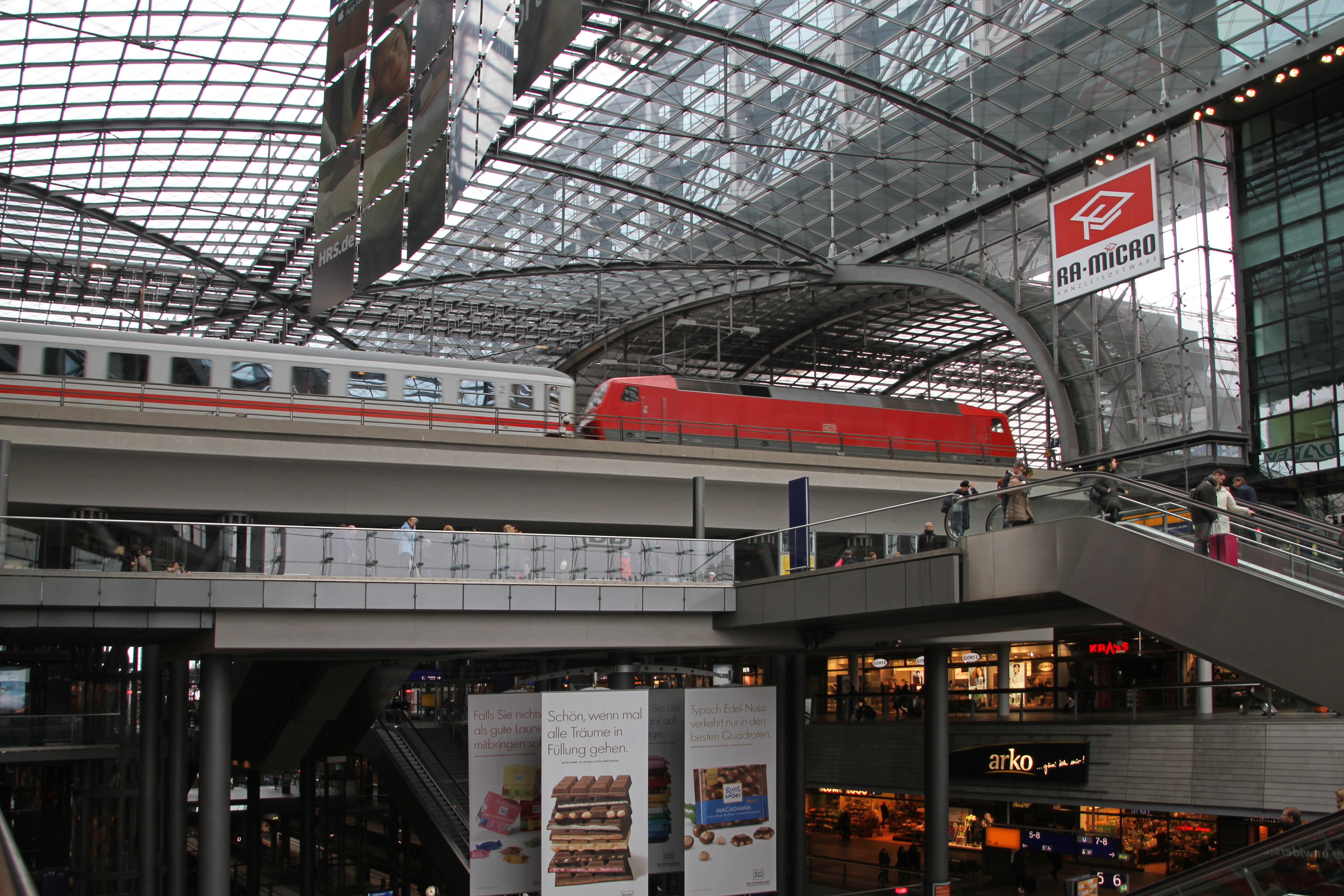
Butiksplan samt övre plan
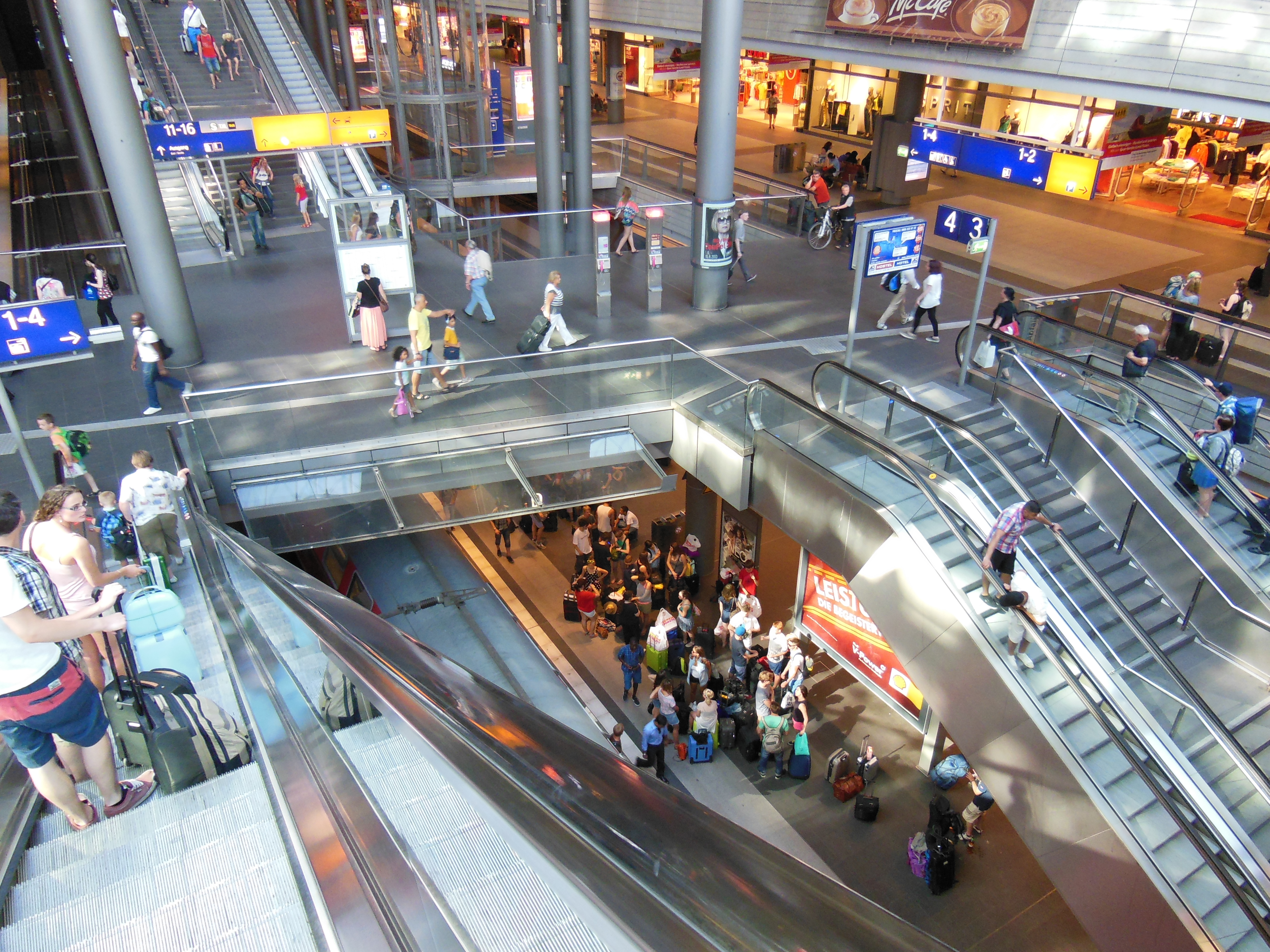
Flera våningar innehåller butiker
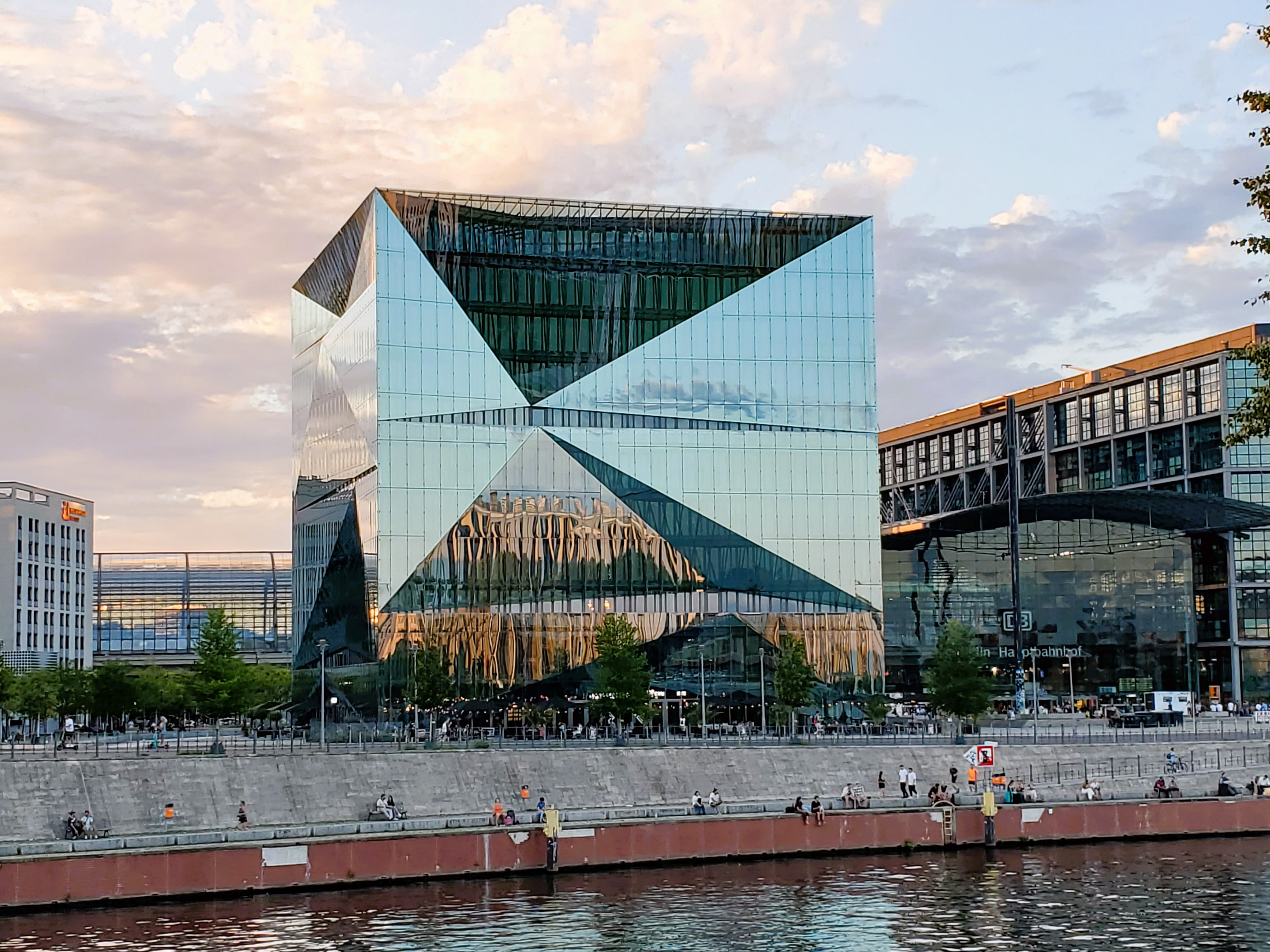
Cube samt Berlin Hauptbahnhof
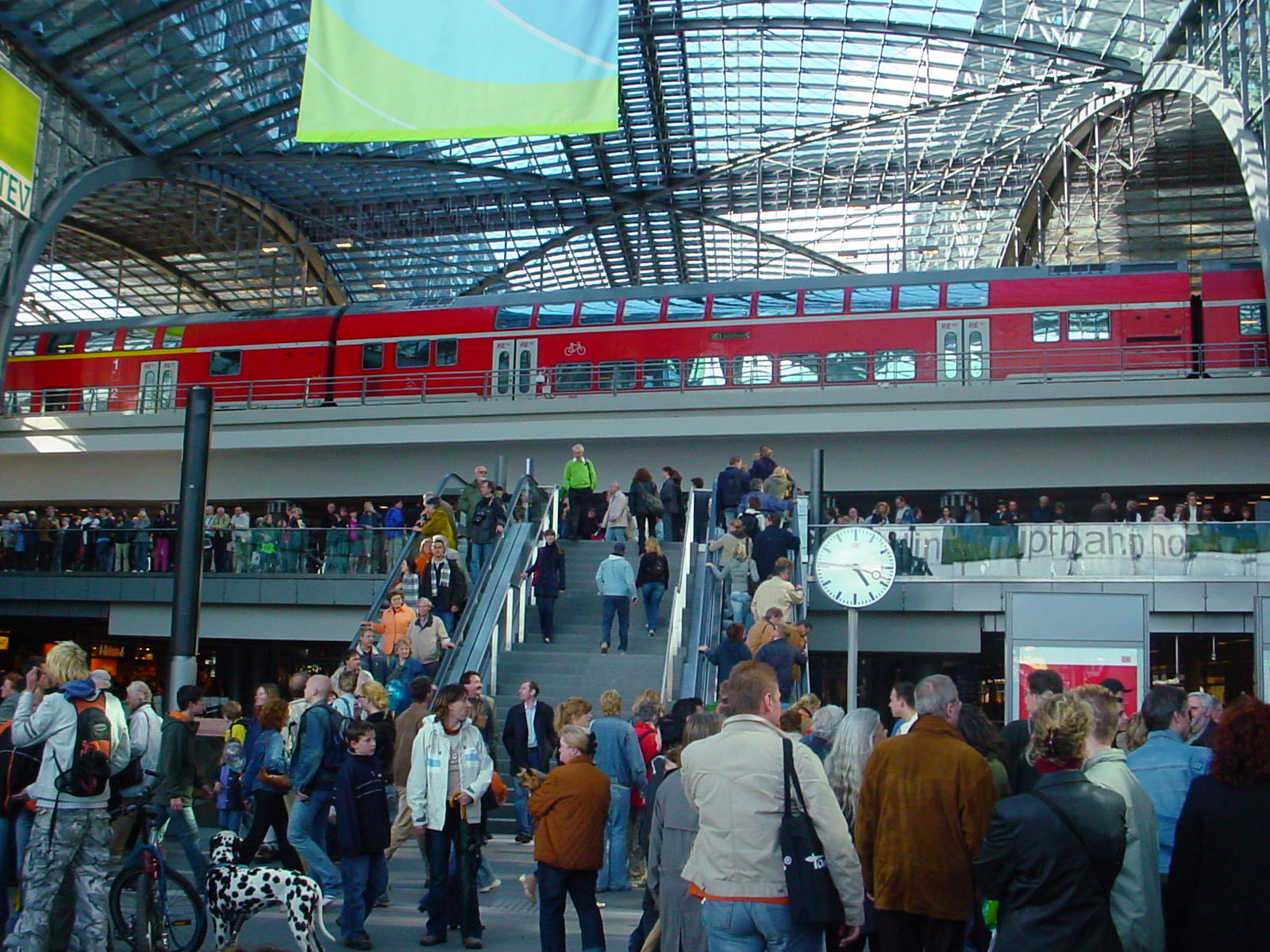
Ankomsthallen
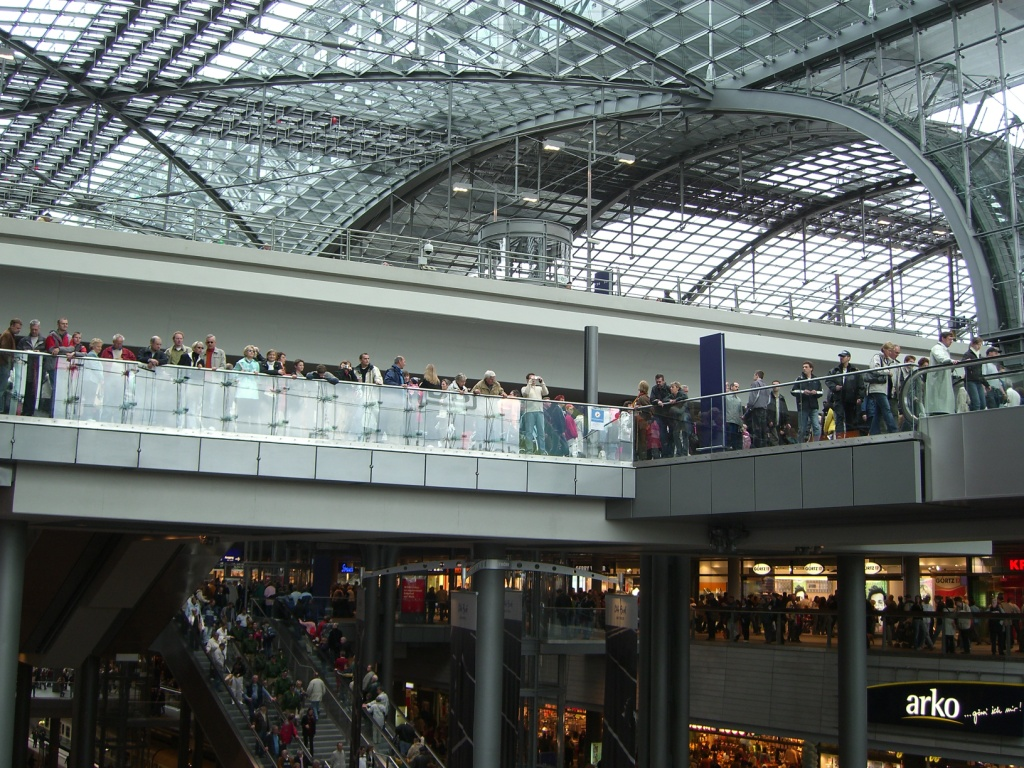
Affärsgallerian i Berlin Hauptbahnhof
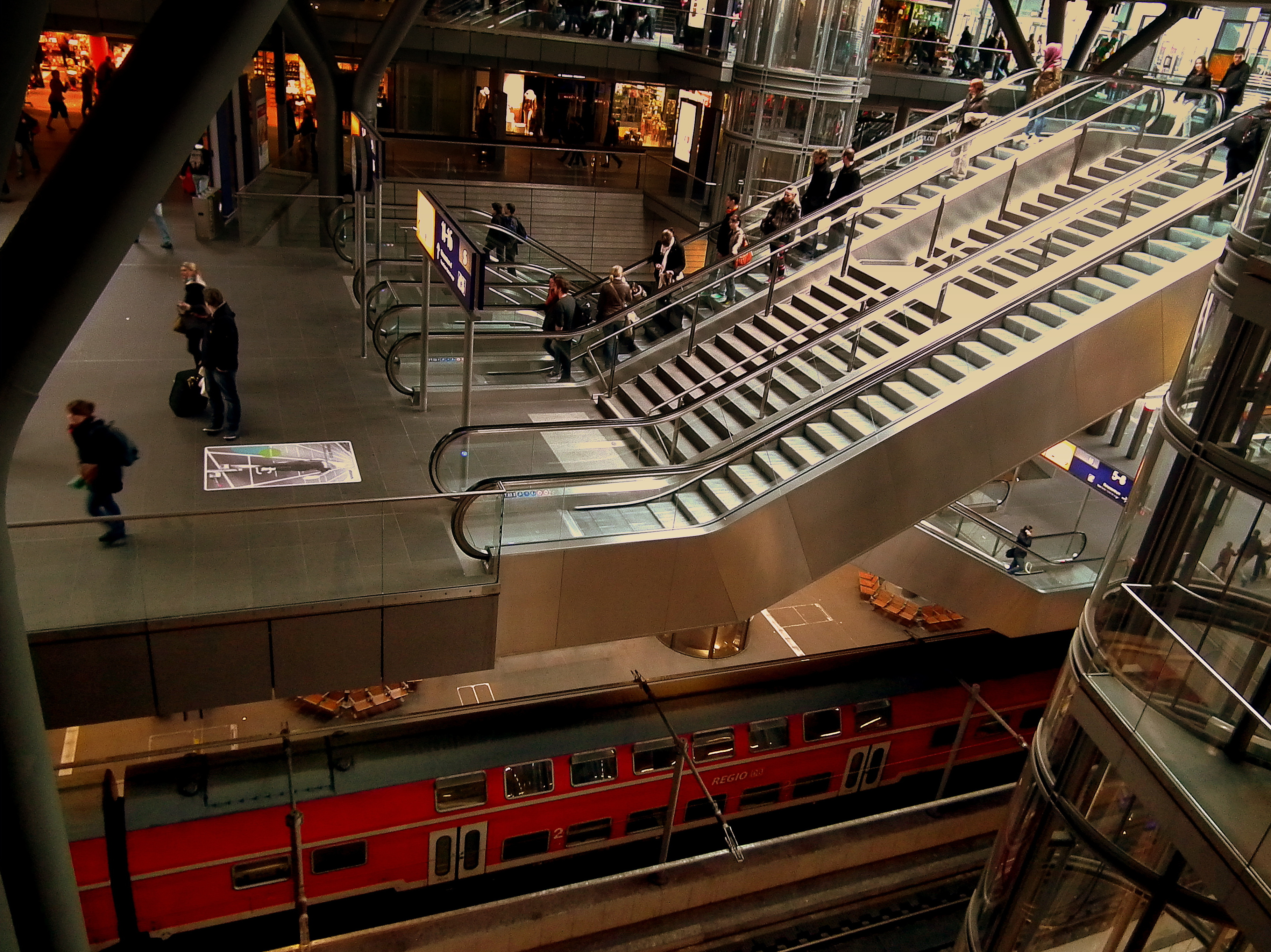
Nedre plan med tåg
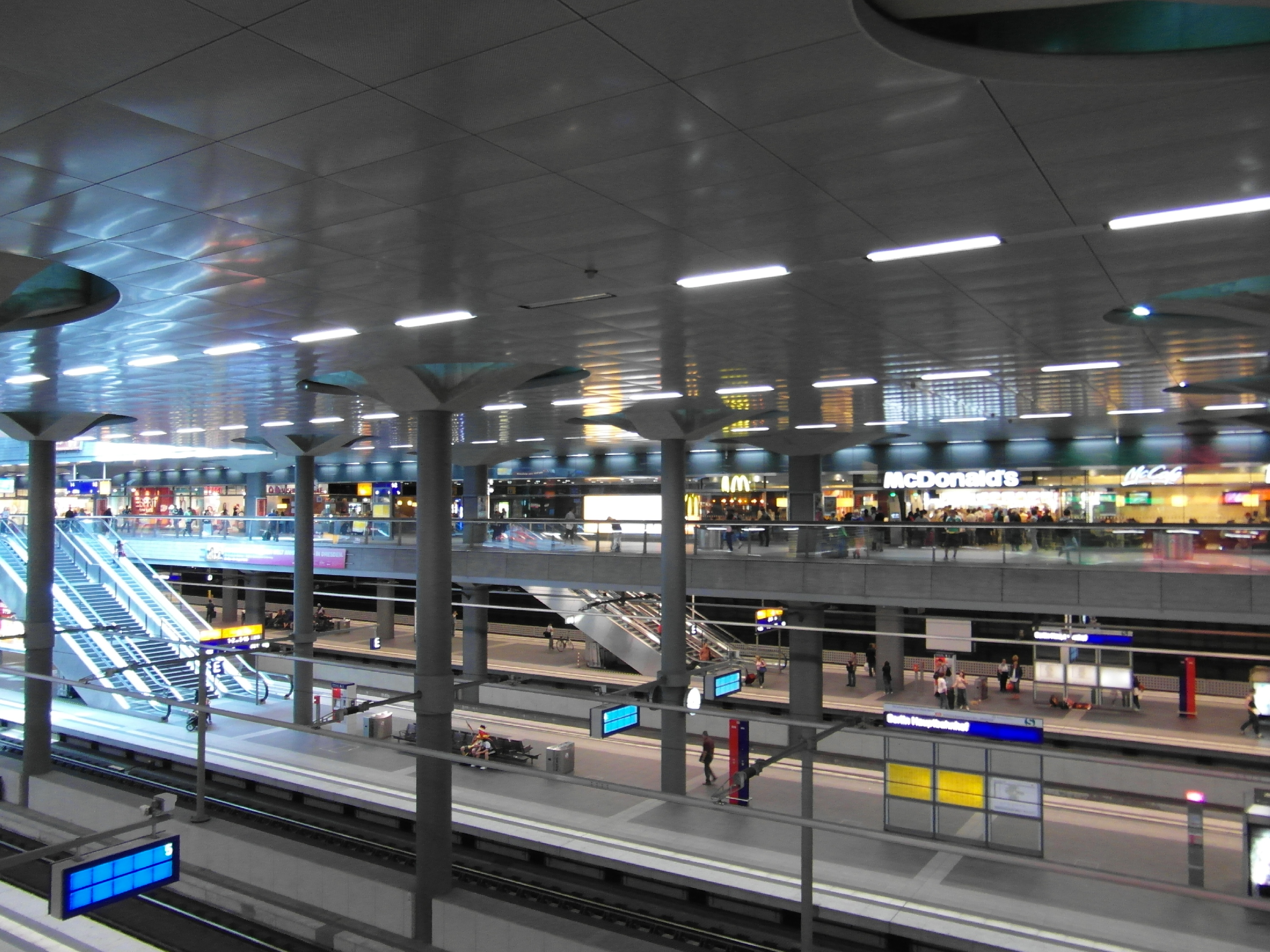
Nedre plan
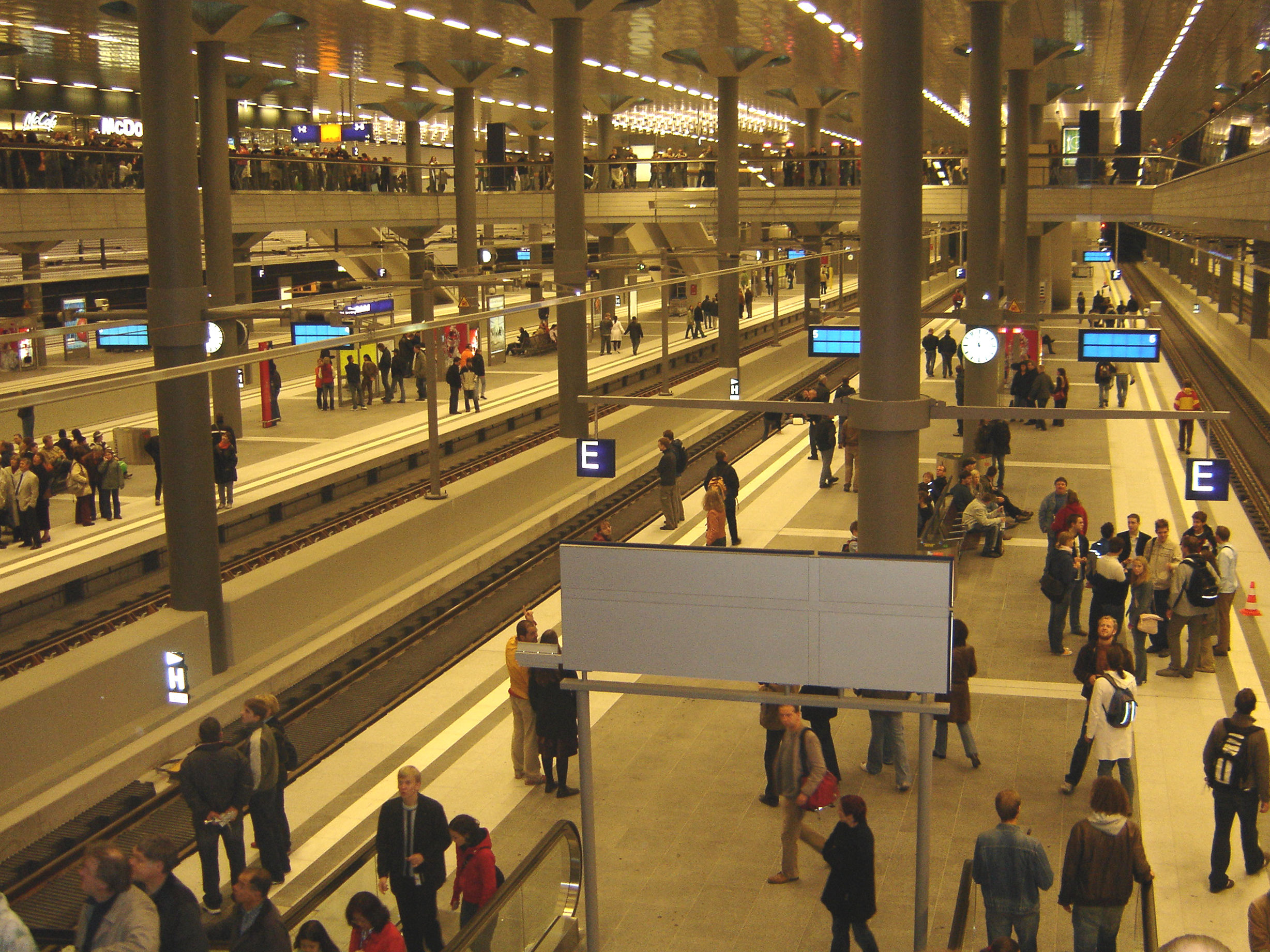
Nedre våningarna
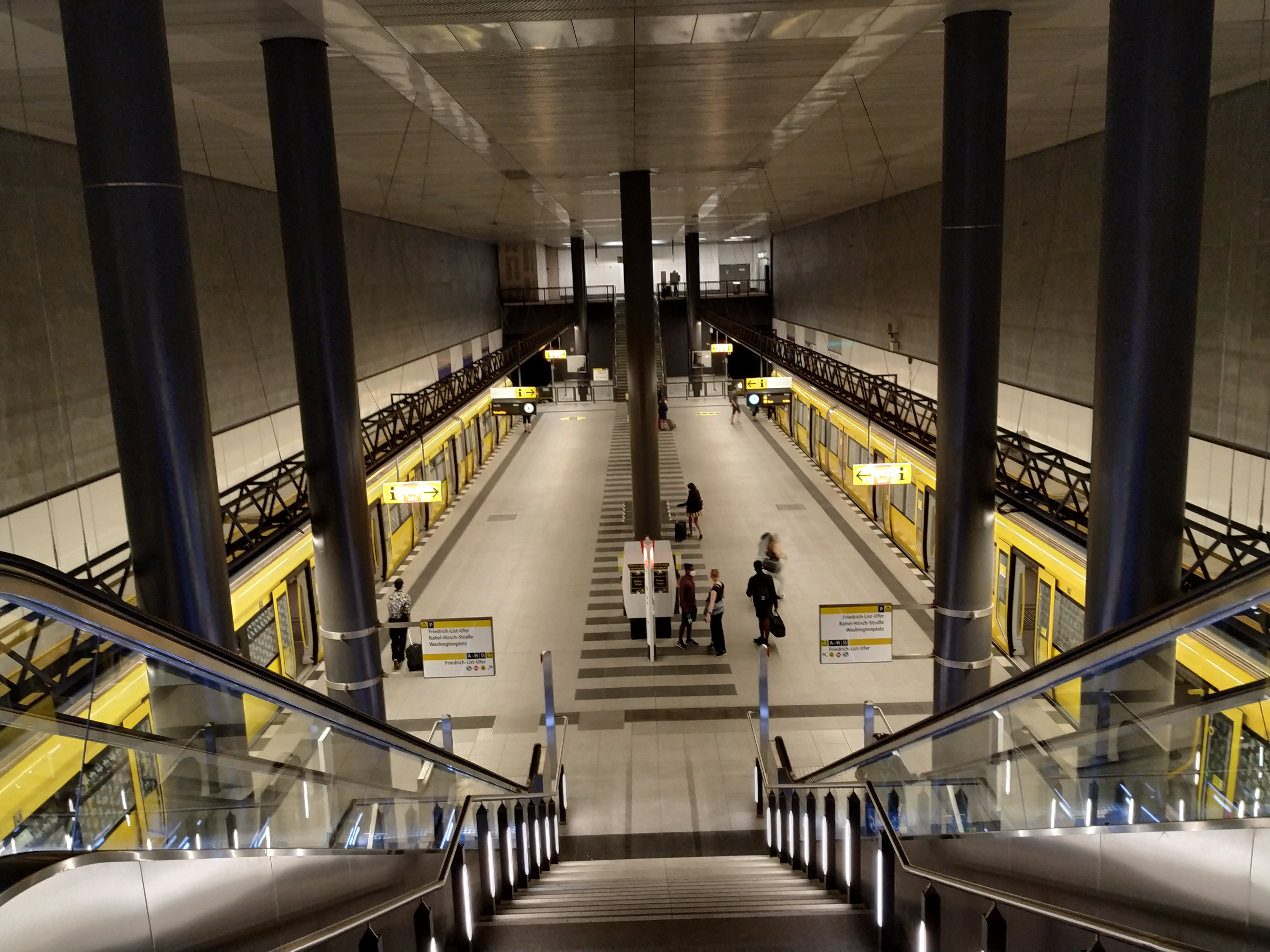
Tunnelbana
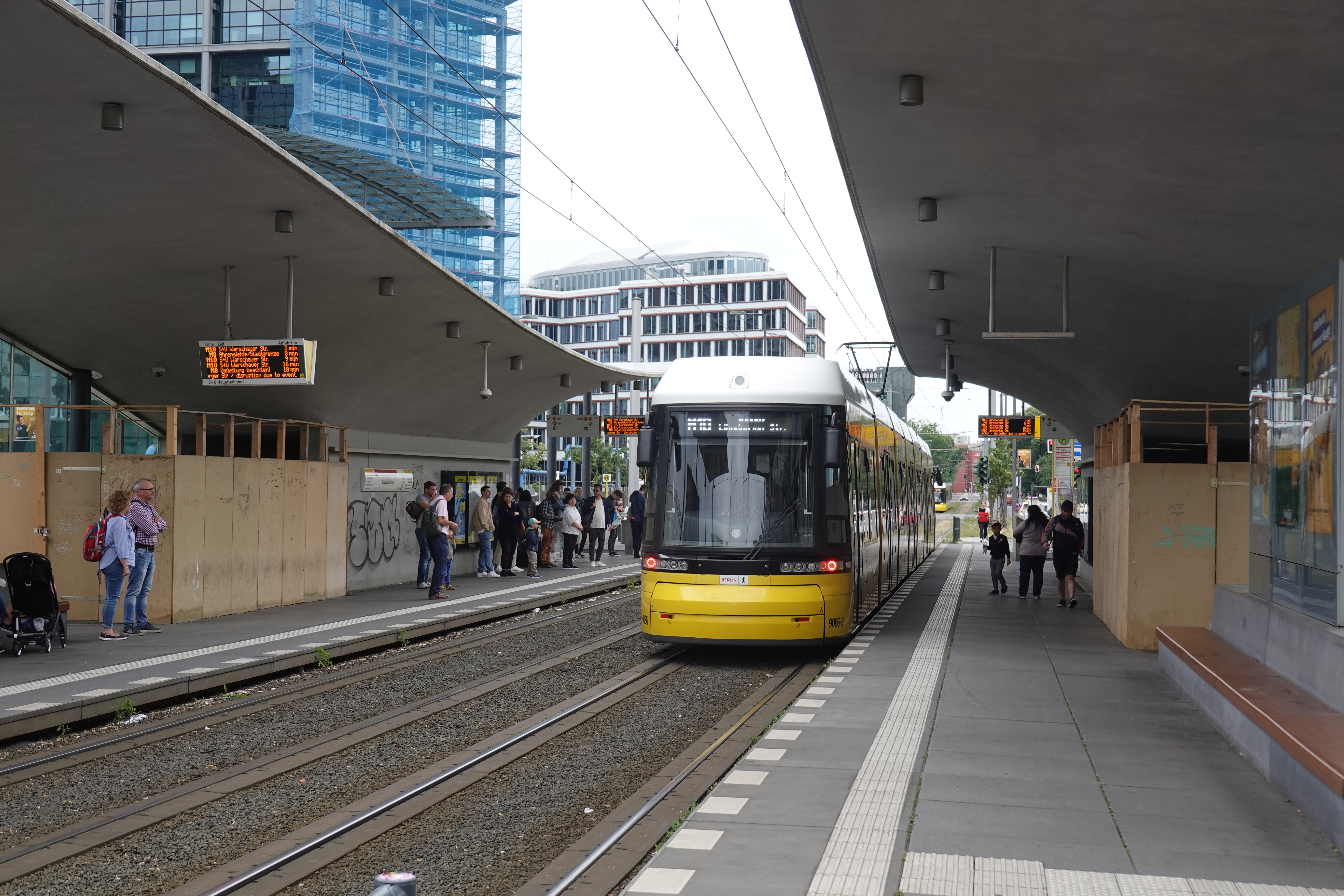
Spårvagn